# زیردریایی کلاس روبیس
زیردریایی کلاس روبیس (به انگلیسی: Rubis-class submarine) یک کلاس از زیردریایی است که طول آن 73.6 m می‌باشد.